# Two (banda)
Two (estilizado como ) fue un dúo británico de metal industrial formado en Birmingham en 1996 por el vocalista Rob Halford y el guitarrista John Lowery. Considerado por Halford como un experimento musical en su carrera solista, la banda se separó dos años después luego de la publicación de su único álbum de estudio Voyeurs de 1998.

## Historia
Two fue fundada en 1996 por el vocalista Rob Halford y el guitarrista John Lowery como un proyecto de metal industrial. Según Halford en una entrevista dada en 1998, la idea de tocar ese subgénero musical nació más bien como un experimento, ya que quería «usar las ventajas de la tecnología» de la época e incorporarla en un nuevo trabajo. Ambos músicos junto al productor Bob Marlette compusieron las principales canciones del eventual álbum debut, sin embargo, su lanzamiento se atrasó dos años ya que John salió de gira con otro músico con la idea de juntar dinero. Por su parte, Halford se trasladó a Nueva Orleans para reunirse con Trent Reznor —dueño de Nothing Records— para conseguir el apoyo discográfico para lanzar el disco. Al final, en marzo de 1998 fue publicado el primer y único disco del dúo llamado Voyeurs, que logró el puesto 176 en la lista Billboard 200 de los Estados Unidos. Luego de una breve gira promocional por algunos países de Europa y los Estados Unidos, Halford optó por separar la banda debido a la escasa venta del álbum debut y porque había perdido el interés de continuar con el proyecto.

## Discografía
Álbumes de estudio
- 1998: Voyeurs

Sencillos
- 1998: «I Am a Pig»
- 1998: «Deep in the Ground»